# Isola di Noirmoutier
L'Isola di Noirmoutier (in bretone Nervouster o Enez Her), è un'isola tidale francese del dipartimento della Vandea.
Ha una superficie di 49 km² ed è situata nella costa atlantica della Francia, nel Golfo di Biscaglia.
Le città sono raggruppate in comunità di comuni, e sono:
- Barbâtre;
- L'Épine;
- La Guérinière;
- Noirmoutier-en-l'Île

L'isola è famosa per il passaggio del Gois, un passaggio pavimentato lungo 4,5 km che collega l'isola con la terraferma nei giorni di bassa marea, con l'alta marea infatti viene completamente sommerso e non è possibile attraversarlo.